# Hyphoraia maculata
Hyphoraia maculata är en fjärilsart som beskrevs av Caradja. Hyphoraia maculata ingår i släktet Hyphoraia och familjen björnspinnare. Inga underarter finns listade i Catalogue of Life.